# ツール・ド・フランス1936
ツール・ド・フランス1936は、ツール・ド・フランスとしては30回目の大会。1936年7月7日から8月2日まで、全21ステージで行われた。

## 総合成績
| 順位 | 選手名                       | 国籍           | 時間            |
| ---- | ---------------------------- | -------------- | --------------- |
| 1    | シルヴェール・マース         | ベルギー       | 142時間47分32秒 |
| 2    | アントナン・マーニュ         | フランス       | +26分55秒       |
| 3    | フェリシアン・ヴェルヴァック | ベルギー       | +27分53秒       |
| 4    | ピエール・クルマン           | ルクセンブルク | +42分42秒       |
| 5    | アルセーヌ・メルスク         | ルクセンブルク | +52分52秒       |
| 6    | マリアーノ・カニャルド       | スペイン       | +1時間03分04秒  |
| 7    | マティア・クルマン           | フランス       | +1時間10分44秒  |
| 8    | レオ・アンベルク             | スイス         | +1時間19分13秒  |
| 9    | マルセル・キント             | ベルギー       | +1時間22分25秒  |
| 10   | レオン・ルヴェ               | フランス       | +1時間27分57秒  |

### マイヨ・ジョーヌ保持者
| 選手名                 | 国籍           | 首位区間     |
| ---------------------- | -------------- | ------------ |
| ポール・エグリ         | スイス         | 第1          |
| モリス・アルシャンボー | フランス       | 第2、第4-第7 |
| アルセーヌ・メルスク   | ルクセンブルク | 第3          |
| シルヴェール・マース   | ベルギー       | 第8-最終     |

### 各部門賞結果
| 第30回 ツール・ド・フランス 1936 |                                        |
| 全行程                           | 21区間、4438km                         |
| 総合優勝                         | シルヴェール・マース 142時間47分32秒   |
| 2位                              | アントナン・マーニュ +26分55秒         |
| 3位                              | フェリシアン・ヴェルヴァック +27分53秒 |
| 4位                              | ピエール・クルマン +42分42秒           |
| 5位                              | アルセーヌ・メルスク +52分52秒         |
| 山岳賞                           | フリアン・ベレンデーロ 132ポイント     |
| 2位                              | シルヴェール・マース 112ポイント       |
| 3位                              | フェデリコ・エスケラ 70ポイント        |